# Путин, Александр Дмитриевич
Алекса́ндр Дми́триевич Пу́тин (18 сентября 1918 — 30 января 2003) — старший лейтенант, командир эскадрильи 624-го штурмового авиационного полка 308-й штурмовой авиационной дивизии 3-го штурмового авиационного корпуса 2-й воздушной армии, участник Великой Отечественной войны, Герой Советского Союза.

## Биография
Родился 18 сентября 1918 года в селе Разбойщина (ныне — посёлок Соколовый Саратовского района Саратовской области) в крестьянской семье. Русский по национальности.
По окончании школы в г. Саратове, в 1935 году поступает в школу ФЗУ Саратовского завода комбайнов, после окончания которой его направляют слесарем в цех № 1 завода. Одновременно, работая на заводе, он учится в аэроклубе и заканчивает его.
В 1940 году был призван в Красную Армию и направлен в Энгельсскую лётную школу пилотов, которую окончил в 1941 году.
На фронтах Великой Отечественной войны с мая 1943 года в составе 624-го штурмового авиационного полка 308-й штурмовой авиационной дивизии 3-го штурмового авиационного корпуса 2-й воздушной армии. Принимал участие в Курской битве, освобождении Брянской и Псковской областей, Белоруссии, Литвы, Латвии, Польши.
31 августа 1943 года эскадрилья под его командованием Александра Путина нанесла удар по узловой станции Навля. При налёте было уничтожено: два паровоза, 23 вагона, склад боеприпасов, разрушено два станционных здания и входные стрелки. Работа узла была парализована до подхода Красной Армии.
14 февраля 1945 года при проведении операции по окружению бреславльской группировки противника восьмёрка «Ил-2» нанесла удар по резервам противника. Было совершено пять заходов на цель и уничтожено: 20 автомашин, два танка и уничтожено до роты солдат и офицеров противника.
Всего за время войны Александр Путин совершил 130 боевых вылетов.
Звание Героя Советского Союза Александру Путину было присвоено 26 июня 1945 года.
После войны Александр Путин продолжил службу в военной авиации. В 1954 году окончил Военно-воздушную академию. В 1962 году в звании полковника ушёл в запас.
Жил и работал в Рязани. Скончался в январе 2003 года.

## Награды
- Медаль «Золотая Звезда»;
- орден Ленина;
- три ордена Красного Знамени;
- орден Александра Невского;
- орден Отечественной войны 1-й степени;
- орден Отечественной войны 2-й степени[2];
- медаль «За боевые заслуги»;
- медаль «За взятие Берлина»;
- медаль «За освобождение Праги»;[3]
- другие медали.

## Память
- Именем Героя названа улица в посёлке Соколовый.
- На доме по адресу Юннатов 8, где жил Герой, установлена мемориальная доска.